# Sabina Murray
Sabina Murray (Lancaster, 1968) è una scrittrice e sceneggiatrice statunitense d'origine filippina.

## Biografia
Nata a Lancaster, in Pennsylvania, nel 1968, vive nel Massachusetts dove insegna all'UMass Amherst.
Le sue opere, ancora inedite in Italia, constano di quattro romanzi e due raccolte di racconti. Ha scritto anche la sceneggiatura del film Un bellissimo paese ottenendo una nomination agli Independent Spirit Awards.
Nel 2003 i racconti contenuti in The Caprice sono stati insigniti del Premio PEN/Faulkner per la narrativa.

## Opere

### Romanzi
- Slow Burn (1990)
- A Carnivore's Inquiry (2004)
- Forgery (2007)
- Valiant Gentlemen (2016)[4]

### Racconti
- The Caprices (2002)
- Tales Of the New World (2011)

## Sceneggiature
- Un bellissimo paese (The Beautiful Country) (2004) diretto da Hans Petter Moland